# Дейвид Джулиъс
Дейвид Джулиъс (на английски: David Julius) е американски физиолог, известен с работата си върху молекулярните механизми на усещане за болка. През 2021 г., заедно с Ардем Патапутян получава Нобеловата награда за физиология или медицина.

## Биография
Роден е на 4 ноември 1955 г. в Ню Йорк, САЩ. Семейството му са еврейски имигранти от Русия. Професор е в Калифорнийския университет в Сан Франциско.
През 1997 г. в лабораторията на Дейвид Джулиъс е клониран и характеризиран TRPV1, рецепторът, който открива капсаицин, химичното вещество в лютите чушки, което ги прави „люти“. Екипът му открива, че TRPV1 усеща вредната топлина. TRPV1 е част от голямото семейство структурно свързани катионни канали на TRP (преходен рецепторен потенциал). Животните, които нямат TRPV1 (използвайки генетични нокаути на протеина), губят чувствителност към вредната топлина и капсаицин.
Лабораторията успява да клонира и характеризира TRPM8 (CMR1) и TRPA1, и двете вещества от суперсемейството TRP. Те демонстрират, че TRPM8 открива ментол и по-ниски температури, а TRPA1 открива синапено масло (алилизотиоцианат). Тези наблюдения предполагат, че каналите за TRP откриват диапазон от температури и химикали. describing unique adaptations of the channels in diverse species